# Safinaz Nurefsun Kadın
Ayşe Safinaz Nurefsun Kadınefendi (en turco otomano: صافيناز نورفسن كادينفندي, "femenino", "el puro" y "encanto de luz", 1851 - 1908) fue la esposa del sultán Abdul Hamid II del Imperio Otomano.

## Vida
Safinaz Nurefsun nació en 1851. Su padre fue Sermet Selim Bey, quien murió luchando contra los rusos. Su verdadero nombre es Ayşe Hanim. Era sirvienta de Ismail Paşa, el jedive de Egipto, quien la presentó al sultán Abdülaziz I. Tenía cabello rubio, piel clara y ojos azules, y fue descrita como una mujer hermosa. Le gustaba tocar el violín.
Nurefsun se casó con Abdul Hamid II cuando era príncipe. No tenían hijos. Después de la ascensión al trono de Abdul Hamid II en 1876, se le otorgó el título de "Tercera Esposa". En 1877, Nurefsun y otros miembros de la familia imperial se establecieron en el Palacio de Yildiz, después de que Abdul Hamid II se trasladara allí el 7 de abril de 1877.
Nurefsun y Abdul Hamid II ya no podían estar juntos y Nurefsun solicitó el divorcio. Abdul Hamid II accedió a su solicitud y se le concedió el divorcio en 1881. Luego se casó con Saffet Bey, con quien tuvo un hijo, que hacia el final del reinado de Abdul Hamid II se convirtió en secretario de palacio.
Safinaz Nurefsun murió en 1908 a la edad de 56/57 años, poco antes de proclamarse la Segunda Era Constitucional.